# 4494 Marimo
A 4494 Marimo (ideiglenes jelöléssel 1988 TK1) a Naprendszer kisbolygóövében található aszteroida. Ueda Szeidzsi és Kaneda Hirosi fedezte fel 1988. október 13-án.